# Figshare
Figshare is een online digital academic repository voor opslag en publicatie van wetenschappelijke publicaties en data op internet.
Figshare werd in 2011 door Mark Hahnel opgericht. Figshare is een product van Digital Science, die wordt aangedreven door uitgeverij Macmillan Publishers.
Het is vrij om content te uploaden en vrij te gebruiken volgens het principe van open data.
Behalve artikelen kunnen ook verslagen, grafieken, foto's en video's worden opgeslagen, veelal onder Creative Commons-licenties.
Er is een integratie met de identificatiemiddelen DOI en ORCID. Er bestaan ook alternatieven als Zenodo en DataverseNL.